# Akersgata

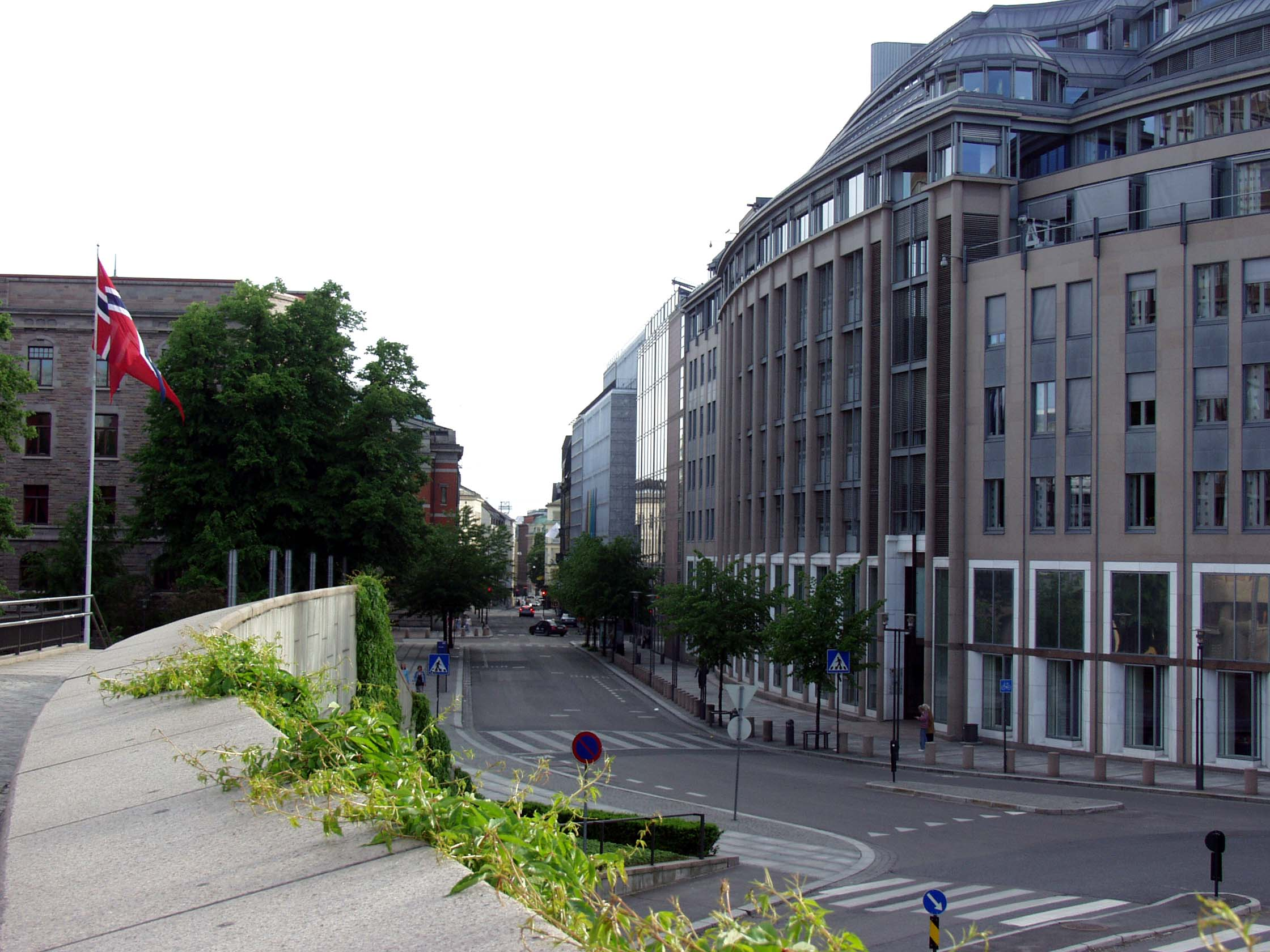
Blick auf die Straße, 2005

Akersgata ist eine Straße im Sentrum und im Stadtteil St. Hanshaugen der norwegischen Hauptstadt Oslo. Die Straße führt durch das Osloer Regierungsviertel und ist Standort von mehreren größeren Zeitungsredaktionen.

## Lage und anliegende Gebäude
Die Straße beginnt im Süden nahe dem Osloer Rathausplatz, dem Rådhusplassen, in der Osloer Verwaltungseinheit Sentrum. Von dort verläuft sie in Richtung Nordosten. In ihrem Verlauf führt sie an der Rückseite des Stortingsgebäudes, dem Sitz des norwegischen Nationalparlaments, vorbei. In diesem Abschnitt wird die Akersgata auch von der Prachtstraße Karl Johans gate gekreuzt. Es folgen die Gerichte Oslo tinghus und der Oberste Gerichtshof von Norwegen (Norges Høyesterett). Nordöstlich davon liegen Gebäude des Regjeringskvartalet, dem Regierungsviertel. An diesem Punkt verlässt die Straße ihre nordöstliche Richtung und führt bis zu ihrem Ende direkt in den Norden. Die Akersgata endet am römisch-katholischen Dom St. Olav. Von dort führt der Ullevålsveien in den Norden weiter und der Akersveien in den Nordosten. Gemeinsam mit der von Osten kommenden Thor Olsens gate bilden die vier Straßen dort eine Kreuzung.
Neben den politischen Institutionen und Gerichten befinden sich entlang der Straße auch die Hauptsitze mehrere größeren Zeitungen. So zog die Aftenposten im Jahr 2013 erneut an die Akersgata, die Boulevardzeitung Dagbladet ist dort seit 2008 vertreten und Verdens Gang (VG) seit 1945. Früher galt sie deshalb auch als die Fleet Street Oslos.

## Geschichte

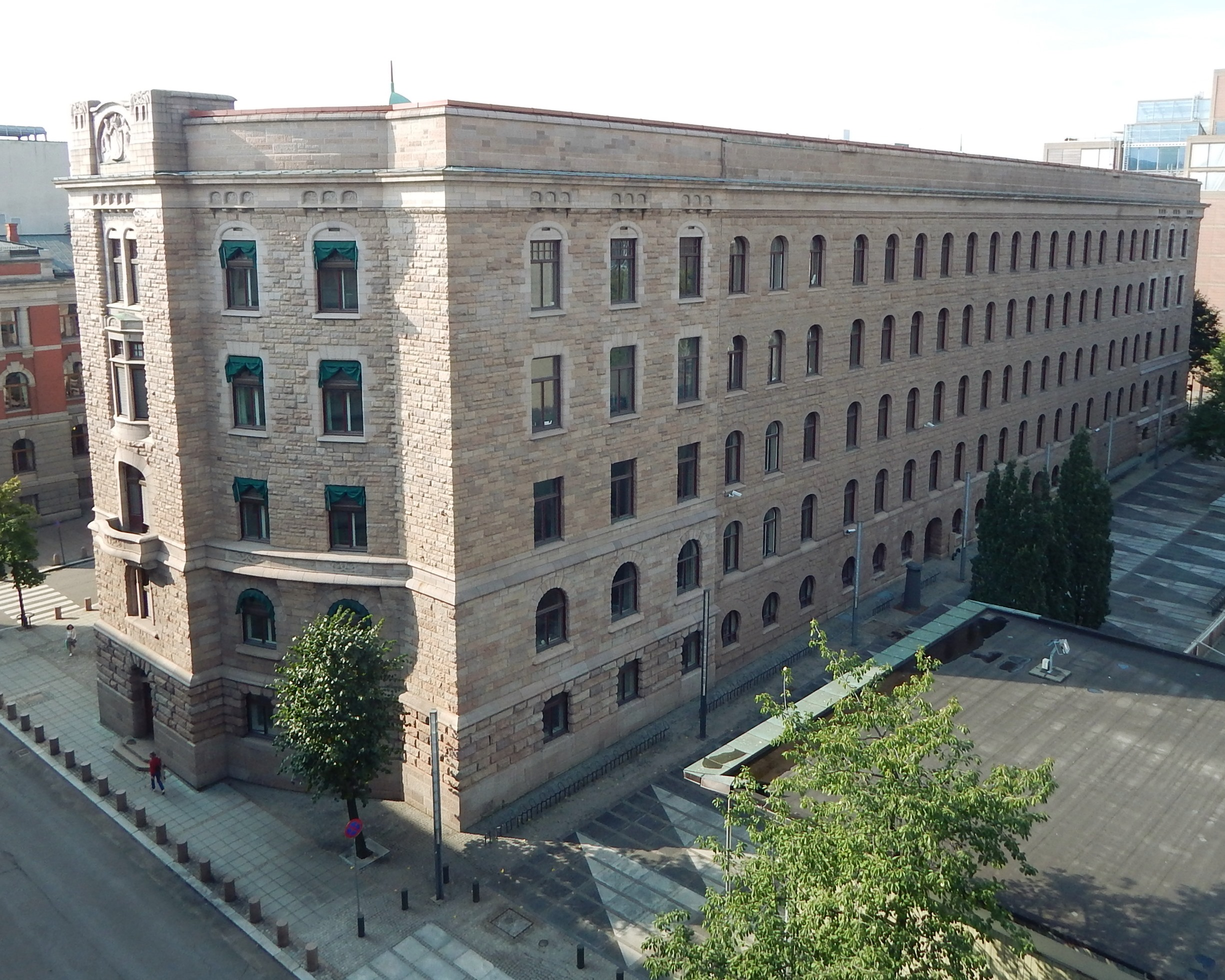
Regierungsgebäude G-blokken

Der südlichere Teil bis zur Karl Johans gate war bereits unter dem Namen Nordre gate eine der ursprünglichen sechs längeren Straßen im damaligen Christiania. Der obere Straßenabschnitt bestand unter dem Namen Akersveien und hatte bis in die 1730er-Jahre keine direkte Verbindung zum heutigen südlicheren Abschnitt. Als die beiden Teile verbunden wurden, erhielt die gesamte Straße den heutigen Namen Akersgata. Bei den Anschlägen in Norwegen 2011 wurde beim Anschlag im Osloer Regierungsviertel ein Teil der Bebauung der Straße beschädigt.